# Nigel Ward
Nigel David Ward, Sharkey, (Canadá, 1943-2024) fue 
un aviador naval británico retirado del Arma Aérea de la Flota de la Marina Real británica. Durante la guerra de las Malvinas comandó el Escuadrón Aéreo Naval 801, dotado de aviones Sea Harrier.

## Carrera militar
Nació en Canadá en 1943. Estudió en la Reading School, donde el fue capitán de escuela. Entró como cadete de oficial en el Colegio Naval Real Britannia, Darmouth, en 1962. Después de un entrenamiento básico de vuelo, completó su entrenamiento con el Arma Aérea de la Flota en Hawker Hunter y DH.110 Sea Vixen. Luego se unió al Escuadrón Aéreo Naval 892 y voló en F-4K Phantom desde el portaviones HMS Ark Royal, donde se clasificó como instructor de combate aéreo. Luego, trabajó como oficial de planificación nuclear en las fuerzas aliadas de la OTAN en el norte de Europa. En 1979, tomó el mando de la Unidad de Ensayos de Vuelo Intensivo Sea Harrier FRS.1 en el Escuadrón Aéreo Naval 700. Ward apareció en un episodio de Pebble Mill at One ese año cuando aterrizó un Sea Harrier en un campo deportivo al lado de los Estudios Pebble Mill.

### Guerra de Malvinas
Como comandante del Escuadrón 801, Ward se vio obligado a preparar al avión Sea Harrier para entrar en acción en el Atlántico Sur. Aviones y pilotos fueron transferidos desde el Escuadrón 899, y con una fuerza de ocho aviones embarcaron en el HMS Invincible el 4 de abril de 1982.
El 21 de mayo de 1982, Ward despegó en un Sea Harrier (XZ451/006) en un grupo de tres aviones. Su tarea era realizar una patrulla aérea de combate (PAC) en la boca norte del estrecho de San Carlos. La fragata HMS Brilliant les notificó de dos IA-58 Pucará argentinos que operaban desde Pradera del Ganso. Los británicos atacaron un IA-58 infructuosamente y el piloto argentino los evadió. Ward averió un alerón del Pucará del mayor argentino Carlos Tomba. Redujo su velocidad y viró por detrás del avión argentino y dañó el motor de estribor del IA-58. En el tercer ataque dio en la carlinga y en el fuselaje superior. Tomba se eyectó en baja altura antes de la caída de su Pucará en la ladera noroeste de Drone Hill. Resultó ileso y caminó a Pradera del Ganso.
El mismo día, Ward (en el Sea Harrier ZA175), efectuaba una PAC a baja altura con un compañero. Fueron vectoreados a dos IAI M-5 Dagger de la Fuerza Aérea Argentina que habían atacado a la fragata Brilliant. En un combate aéreo cerrado, Ward derribó un Dagger y su compañero, el teniente Steve Thomas, abatió los otros dos, todos con misiles AIM-9 Sidewinder. Los tres pilotos argentinos, el mayor Piuma, el capitán Donadille y el teniente Senn, se eyectaron y sobrevivieron.
En el Sea Harrier XZ451, junto con otro que regresaba al HMS Invincible luego de realizar una PAC, fue a comprobar una detección a 20 millas al norte del portaaviones. Hallaron al Lockheed C-130 Hercules TC-63 de la FAA a 200 pies de altura. Lanzó un Sidewinder que falló y un segundo dio entre los motores. Con un plano completamente en llamas, el Hércules se encontraba ya totalmente fuera de combate. No obstante a continuación, Ward descargó 240 municiones de los cañones desintegrando en el aire el ya neutralizado avión, impidiendo cualquier posibilidad de supervivencia de la tripulación.
Ward voló en más de seis misiones de combate, tuvo seis derribos aire-aire y participó o presenció un total de 10 derribos. También fue el principal piloto nocturno y fue condecorado con la Cruz del Servicio Distinguido.

## Posguerra
Después de su retiro de la Marina Real en 1989, Ward escribió el libro Sea Harrier over the Falklands: a maverick at war, inicialmente publicado en 1992. En 2001,  regresó al Royal Naval Air Station Yeovilton para volar con su hijo Kris, después de que este se cualificase para volar el Sea Harrier FA2.
En 2012, Ezequiel Martel, hijo del piloto del C-130 derribado por Ward, contactó al aviador británico a través de correo electrónico.

## Honores y galardones
- 12 de junio de 1982 • Cruz de la Fuerza Aérea
- 8 de octubre de 1982 • Cruz del Servicio Distinguido por un servicio galante y distinguido en el Atlántico Sur

## Trabajos
- Sea Harrier Over the Falklands: A Maverick at War. 229 páginas. ISBN 978-0-85052-305-8. Editorial Pen and Sword Books.